# Козівківська сільська рада
Козі́вківська сільська́ ра́да — адміністративно-територіальна одиниця та орган місцевого самоврядування в Козівському районі Тернопільської області. Адміністративний центр — село Козівка.

## Загальні відомості
- Територія ради: 0,146 км²
- Населення ради: 696 осіб (станом на 2001 рік)
- Територією ради протікає річка Коропець

## Населені пункти
Сільській раді були підпорядковані населені пункти:
- с. Козівка

## Склад ради
Рада складалася з 15 депутатів та голови.
- Голова ради: Скиба Марія Зіновіївна

### Керівний склад попередніх скликань
| Прізвище, ім'я, по батькові     | Основні відомості                                                 | Дата обрання | Дата звільнення |
| ------------------------------- | ----------------------------------------------------------------- | ------------ | --------------- |
| Горохівський Володимир Іванович | Сільський голова, 1956 року народження, безпартійний              | 26.03.2006   | 31.10.2010      |
| Горохівський Петро Несторович   | Сільський голова, 1959 року народження, освіта вища, безпартійний | 31.10.2010   | 06.06.2013      |
| Скиба Марія Зіновіївна          | Сільський голова, 1957 року народження, освіта вища, позапартійна | 25.05.2014   |                 |

Примітка: таблиця складена за даними сайту Верховної Ради України

### Депутати
За результатами місцевих виборів 2010 року депутатами ради стали:

#### За суб'єктами висування
| Суб'єкт висування | Кількість обраних депутатів | %   |
| ----------------- | --------------------------- | --- |
| Самовисування     | 15                          | 100 |

#### За округами
| № округу | Прізвище, ім'я, по батькові      | Дата визнання обраним | Освіта             | Партійна приналежність     | Відомості про обраного депутата |
| -------- | -------------------------------- | --------------------- | ------------------ | -------------------------- | ------------------------------- |
| 1        | Михалюк Олег Ігорович            | 16.06.2013            | середня спеціальна | позапартійний              | тимчасово не працює             |
| 2        | Барилко Володимир Богданович     | 10.08.2014            | вища               | позапартійний              | підприємець                     |
| 3        | Шимонович Іван Васильович        | 03.11.2010            | середня спеціальна | позапартійний              | тимчасово не працює             |
| 4        | Мельник Петро Ярославович        | 03.11.2010            | середня спеціальна | позапартійний              | студент                         |
| 5        | Краєвський Ігор Миколайович      | 26.10.2014            | середня спеціальна | позапартійний              | тимчасово не працює             |
| 6        | Гладчук Ігор Васильович          | 03.11.2010            | середня спеціальна | позапартійний              | ПП «Тернополіс», різноробочий   |
| 7        | Ферц Андрій Володимирович        | 01.11.2010            | середня спеціальна | позапартійний              | ВАТ «Укртелеком», кабельник     |
| 8        | Струс Ольга Омелянівна           | 10.08.2014            | позапартійна       | Козівківська сільська рада | секретар                        |
| 9        | Сидорович Олег Миколайович       | 03.11.2010            | середня спеціальна | позапартійний              | студент                         |
| 10       | Шпит Олег Олегович               | 17.11.2013            | середня спеціальна | позапартійний              | тимчасово не працює             |
| 11       | Матвіїв Петро Ігорович           | 17.11.2013            | середня            | позапартійний              | тимчасово не працює             |
| 12       | Михайлюк Ігор Андрійович         | 03.11.2010            | середня спеціальна | позапартійний              | студент                         |
| 13       | Гладчук Володимир Андрійович     | 03.11.2010            | середня спеціальна | позапартійний              | тимчасово не працює             |
| 14       | Кривокульський Андрій Сергійович | 01.11.2010            | середня спеціальна | позапартійний              | студент                         |
| 15       | Горохівський Іван Ігорович       | 03.11.2010            | незакінчена вища   | позапартійний              | тимчасово не працює             |